# Leysse
Die Leysse (früher italienisch Leissa) ist ein Fluss in Frankreich, der im Département Savoie in der Region Auvergne-Rhône-Alpes verläuft. Sie entspringt im Regionalen Naturpark Massif des Bauges, am Col de Plainpalais, im Gemeindegebiet von Les Déserts, entwässert in einem Bogen von Südwest nach Nordwest, durchquert den Ballungsraum von Chambéry und mündet nach rund 29 Kilometern im Gemeindegebiet von Le Bourget-du-Lac in den See Lac du Bourget. Über den Ablauf des Sees, den Canal de Savières, fließt das Wasser der Leysse sodann indirekt in die Rhône ab.

## Weblinks

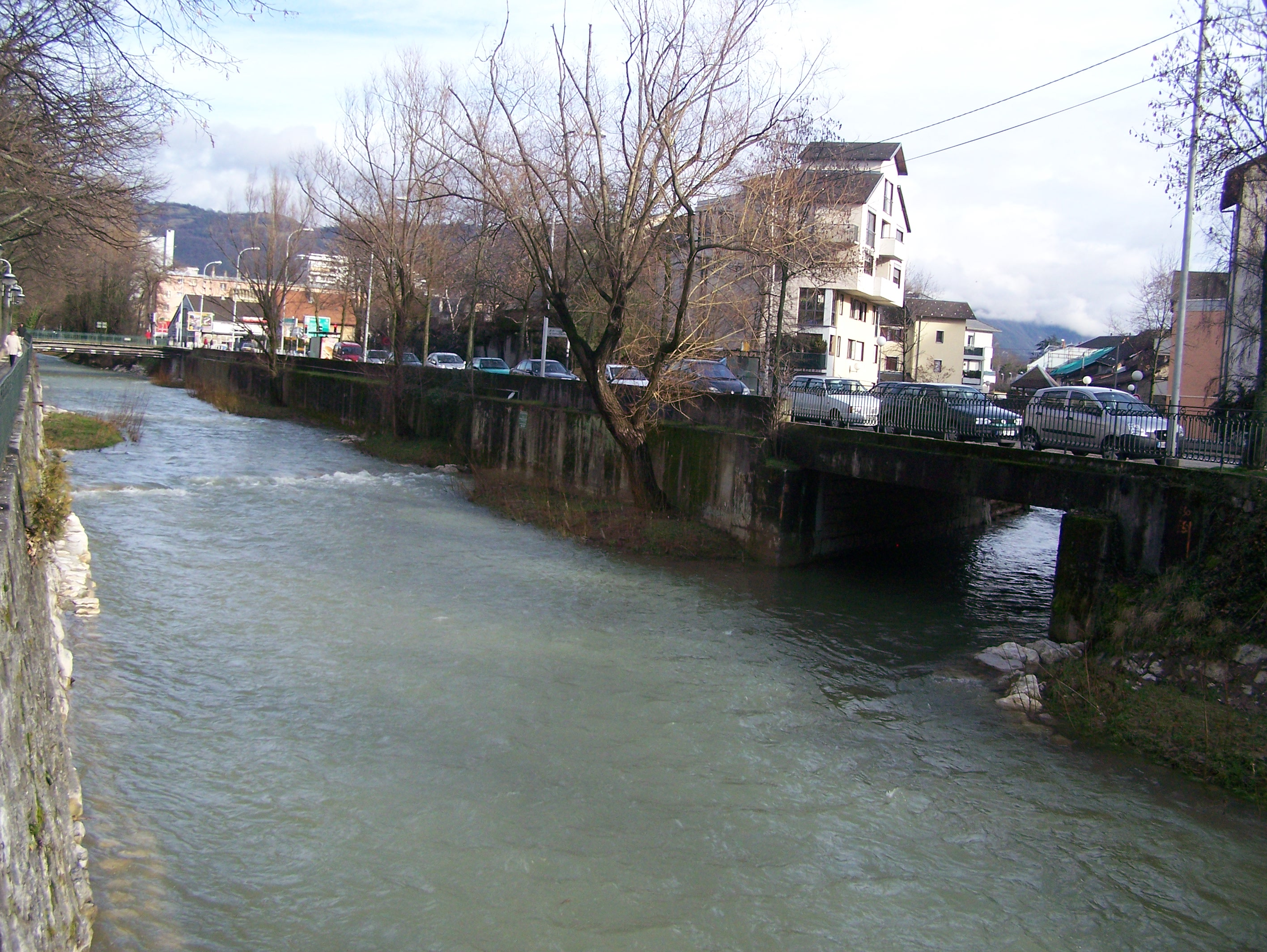
Zusammenfluss der Leysse mit der Albanne
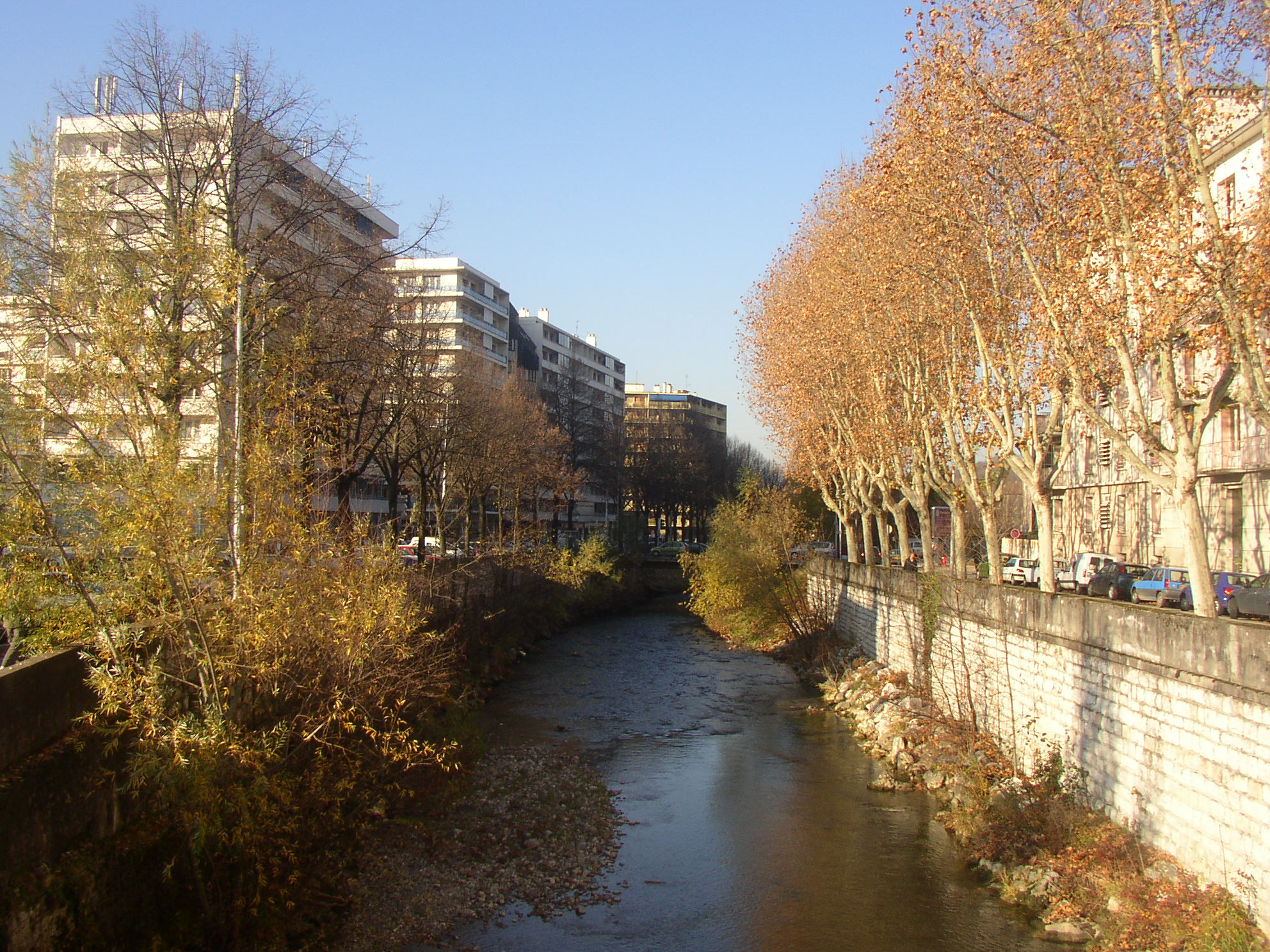
Die Leysse im Stadtgebiet von Chambéry
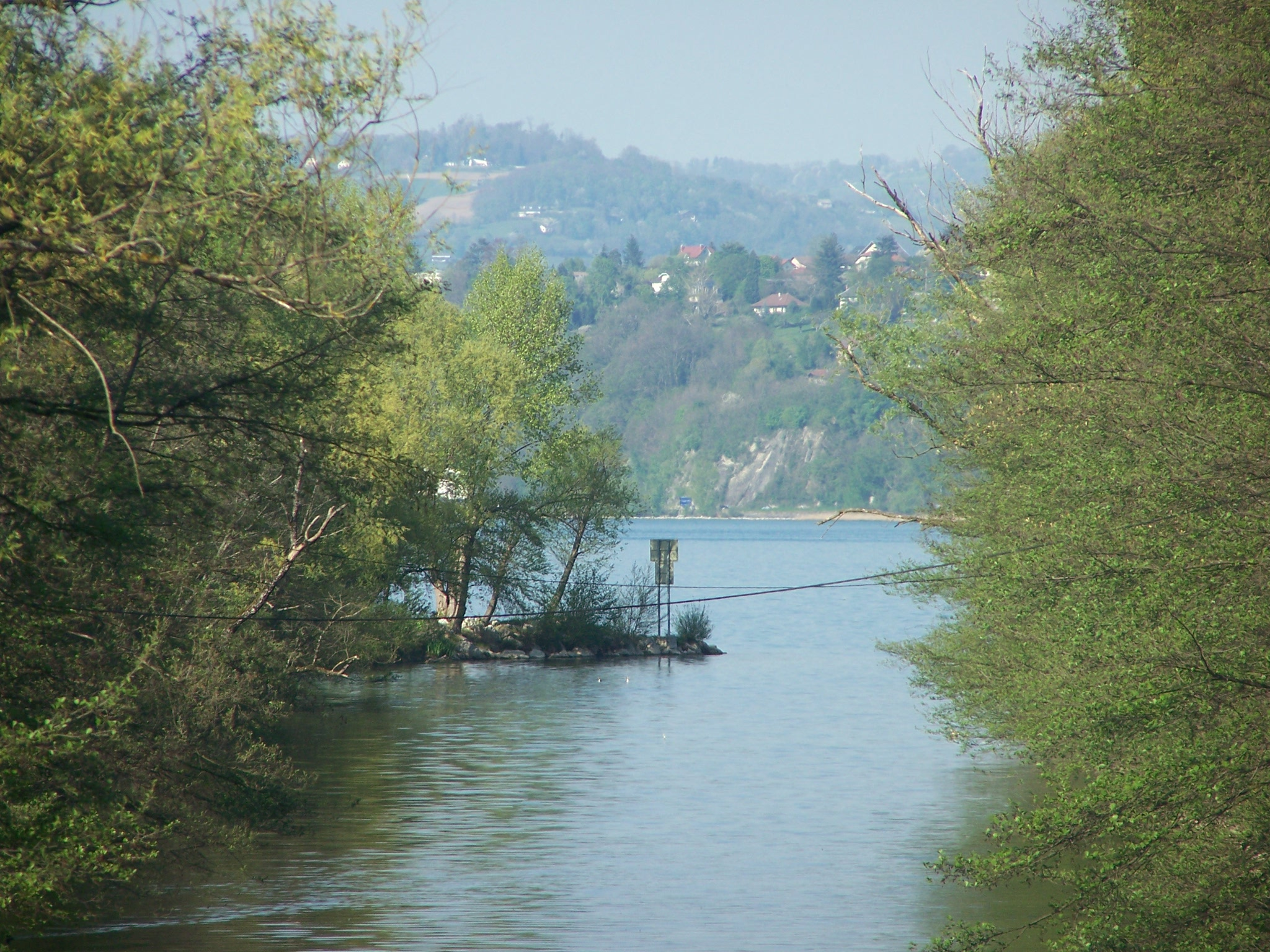
Mündung der Leysse in den Lac du Bourget
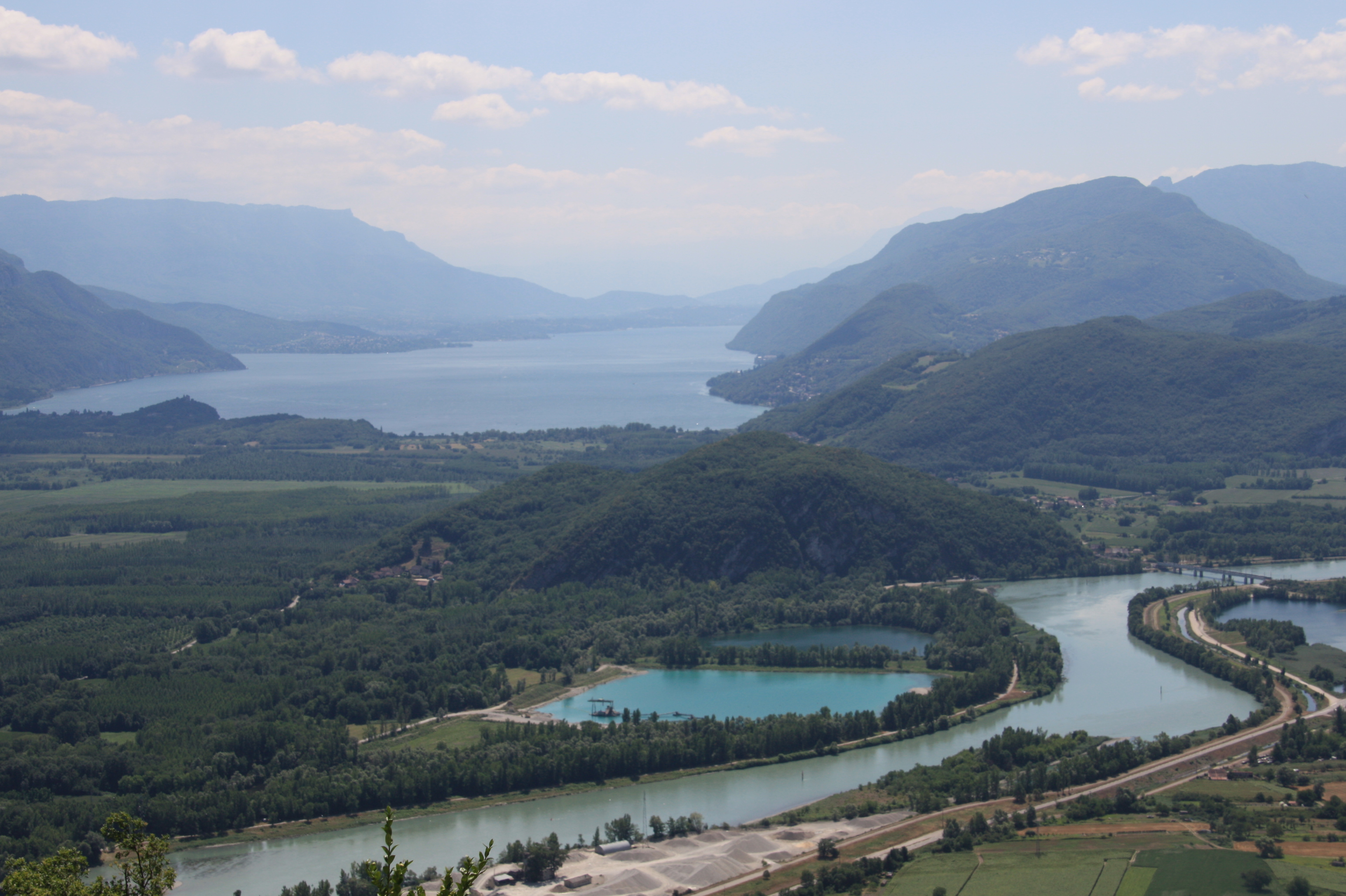
Abfluss des Lac du Bourget in die Rhône

## Orte am Fluss
- Les Déserts
- Saint-Alban-Leysse
- Chambéry
- La Motte-Servolex
- Le Bourget-du-Lac